# Curación del Endemoniado (Mural de Pedro Lira)
El mural "Curación del Endemoniado" (también conocido como Cristo curando a los enfermos) de Pedro Lira fue pintado en 1906. La obra muestra a Cristo curando a un niño poseído mientras es sostenido por sus padres. Esta obra fue una de las últimas obras del artista, fallecido en 1912.

## Historia
Originalmente, la obra se encontraba ubicada en el altar mayor de la capilla del Hospital Psiquiátrico de Santiago, pero debido a los profundos daños sostenidos por la parroquia a raíz del terremoto de 1985 fue trasladada al ábside central de la Catedral Castrense de Chile, lugar donde se encuentra desde el año 1986 hasta la actualidad.
Esta obra de arte fue declarada monumento histórico en el año 1975 por el Ministerio de Educación.

## La obra
Se trata de una pintura al óleo sobre madera combada, sus dimensiones son 2,9 metros de ancho y 5 metros de alto. En ella se muestra a Cristo sanando a un enfermo mientras se encuentra rodeado de personas, cada una de ellas es tratada como un personaje distinto en la interpretación bíblica de los personajes, lo que permite un estudio académico de lo humano.
En un estudio realizado a partir de los procesos de restauración de la obra, se estableció que esta se trataba de "un dibujo realizado con grafito [...] siguiendo las técnicas académicas de la pintura, luces empastadas y sombras transparentes, distintas capas de color local, y una majestuosa presentación del claroscuro a lo que se suman las expresiones faciales de los personajes ambientados en un paisaje con palmeras."

### Restauración
El mural fue restaurado por un equipo multidisciplinario de profesionales, entre ellos Francisco Uranga, Sergio Rojo y Armando Puche. Este proceso de restauración se realizó mediante proyecto financiado por la Compañía de Teléfonos de Chile.
El proyecto de restauración fue diseñado por etapas y se realizó entre abril y agosto de 1985.

## El autor
Pedro Lira nació el 17 de mayo de 1845 en Santiago, Chile. Fue un pintor y destacado crítico de arte nacional. El año 1987 egresó de la Escuela de Derecho de la Universidad de Chile, pero nunca ejerció como abogado.

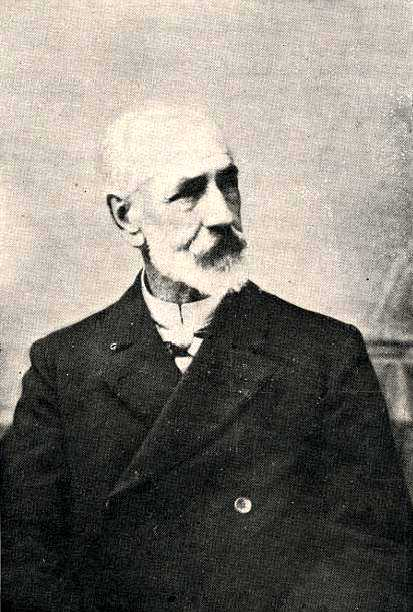
Pedro Lira Rencoret, nació el 17 de mayo de 1845 en Santiago, Chile y murió el 20 de abril de 1912 en la misma ciudad.

Se formó como artista en la Academia de Pintura y en París bajo el alero de artistas como Jules Élie Delaunay, Jean Paul Laurens, y Évariste Vital Luminais. Su trabajo representó el estilo romántico que caracterizó el arte del siglo XIX.